# Galitzkya potaninii
Galitzkya potaninii là một loài thực vật có hoa trong họ Cải. Loài này được (Maxim.) V.V.Botschantz. mô tả khoa học đầu tiên năm 1979.